# Энни (премия)

Логотип премии

Премия «Энни» (англ. Annie Award) — премия, представленная в Лос-Анджелесе Калифорнийским филиалом Международной ассоциации анимационного кино ASIFA в 1972 году. Первоначально задумывалась как чествование деятелей анимации за вклад в областях производства: менеджмент, сценарий, озвучка, дизайн, эффекты и др. С 1992 года введена категория «Лучший анимационный фильм».

## Категории премии

### Текущие категории
По состоянию на 2025 год представлено 36 категорий, включая производства для кино и телевидения.

| Производство - Best Animated Feature - Best Animated Feature — Independent - Best Animated Special Production - Best Animated Short Subject - Best Animated Sponsored Production - Best General Audience Animated Television Production - Best TV Production for Children - Best TV Production for Preschool Children - Best Student Film Индивидуальное достижение в кино - Outstanding Animated Effects - Outstanding Character Animation — Animation - Outstanding Character Animation — Live Action - Outstanding Character Design - Outstanding Directing - Outstanding Editorial - Outstanding Music - Outstanding Production Design - Outstanding Storyboarding - Outstanding Voice Acting - Outstanding Writing | Индивидуальное достижение в телевидении, трансляции и видеоигре - Outstanding Animated Effects - Outstanding Character Animation — TV/Media - Outstanding Character Animation — Video Game - Outstanding Character Design - Outstanding Directing - Outstanding Editorial - Outstanding Music - Outstanding Production Design - Outstanding Storyboarding - Outstanding Voice Acting - Outstanding Writing Награды жюри - June Foray Award - Ub Iwerks Award - Winsor McCay Award - Special Achievement in Animation - Certificates of Merit |

### Удалённые категории
- Best Animated Home Entertainment Production
- Best Virtual Reality Production
- Outstanding Animated Effects — Live Action
- Best Animated Television Production
- Best Animated Video Game

## Критика и скандалы
В 2008 году на премию Лучший короткометражный фильм было номинировано 5 работ: две ленты The Walt Disney Company, одна Pixar и две независимые. Когда на защищённом сайте началось голосование, оказалось, что два независимых мультфильма не включены в список. ASIFA признала ошибку, результаты были сброшены и избирателям вновь было предложено проголосовать, но один из независимых мультфильмов Everything Will Be OK опять не попал в список. Голосование остановили, а когда включили, у короткометражки оказалось меньше 24 часов, чтобы получить необходимые голоса. Хотя организаторы и извинились, дальше дело не пошло, выиграл мультфильм Pixar.
В 2009 году «Кунг-фу панда» нанесла сокрушительное поражение оскароносному «ВАЛЛ-И», выиграв у него во всех номинациях, где тот был представлен. Многие удивлённые и пораженные этим считают, что причина — внутренняя работа Джеффри Катценберга, раздавшего каждому сотруднику членство в ASIFA, а потом намекнувшего, за кого голосовать.
А в 2010 году The Walt Disney Company сообщила о прекращении поддержки премии. Их не устраивает тот факт, что любой желающий может купить членство в ASIFA, студия сообщает о преимуществе DreamWorks, которая бесплатно предоставляет членские карточки своим сотрудникам. В ответ на это ассоциация изменила правила предоставления бюллетеней для голосования: теперь голосовать могут только профессиональные критики. Глава назвал это первым шагом к будущим переменам. Несмотря на это, президент Disney призывает все студии рекомендовать изменение правил.